# Козьмодемьян (село)
Козьмодемья́н — село в Островском районе Костромской области. Входит в состав Адищевского сельского поселения.

## География
Село расположено в южной части Костромской области, на расстоянии примерно 24 км (по прямой) к юго-востоку от посёлка Островское, административного центра района.
Часовой пояс
Село Козьмодемьян как и вся Костромская область, находится в часовой зоне МСК (московское время). Смещение применяемого времени относительно UTC составляет +3:00.

## Население
| 2008 | 2010 | 2014 |
| ---- | ---- | ---- |
| 22   | ↗25  | ↗31  |

Национальный состав
Согласно результатам переписи 2002 года, в национальной структуре населения русские составляли 100 % из 37 чел.